# マリア・アントニア・ディ・ボルボーネ＝ドゥエ・シチリエ
マリア・アントニア・ディ・ボルボーネ＝ドゥエ・シチリエ（イタリア語: Maria Antonia di Borbone-Due Sicilie, 1814年12月19日 - 1898年11月7日）は、トスカーナ大公レオポルド2世の2度目の妃。

## 生涯
両シチリア王フランチェスコ1世と王妃マリーア・イザベッラの三女として、パレルモで生まれた。
1833年、17歳年上の従兄にあたるレオポルド2世と結婚。10子をもうけた。
1898年、亡命先オーストリアのグムンデンで死去した。

## 子女
- マリア・イザベッラ（1834年 - 1901年）
- フェルディナンド4世（1835年 - 1908年）
- マリア・テレサ（1836年 - 1838年）
- マリア・クリスティーナ（1838年 - 1849年）
- カルロ・サルヴァトーレ（1839年 - 1892年）
- マリア・アンナ（1840年 - 1841年）
- ラニエーリ（1842年 - 1844年）
- マリア・ルイーザ（1845年 - 1917年）
- ルイージ・サルヴァトーレ（1847年 - 1917年）
- ジョヴァンニ・サルヴァトーレ（1852年 - 1890年） - 1890年、南米沖で搭乗していた船が失踪、死亡したと認定された。

| マリア・アントニア・ディ・ボルボーネ＝ドゥエ・シチリエ ボルボーネ＝シチリア家 1814年12月19日 - 1898年11月7日 |                                               |        |
| 王室の称号                                                                                                   |                                               |        |
| 先代 マリア・アンナ・カロリーナ・ディ・サッソニア                                                            | トスカーナ大公妃 1833年6月7日 – 1859年7月21日 | 次代 ― |